# Obèlix i companyia
Obèlix i companyia (títol original en francès: Obélix et compagnie) és el vint-i-tresè àlbum de la sèrie Astèrix el gal. Va ser publicat en francès el 1976, amb una tirada d'1.350.000 exemplars.

## Sinopsi
Pel seu aniversari, Obèlix rep, com a obsequi de tot el poble gal, la possibilitat d'eliminar en solitari tota la nova guarnició romana del campament de Babaorum. Juli Cèsar, informat d'aquesta enèsima humiliació, demana consell als seus senadors. Un jove romà ambiciós, Caius Capdobús, suggereix a Cèsar de provar de corrompre als gals que se li resisteixen, ja que no els pot vèncer militarment. Havent rebut carta blanca, Capdobús mira de comprar els menhirs que Obèlix porta eternament a l'espatlla. Ràpidament cobert d'or pel romà, qui cada dia vol més i més menhirs, Obèlix es veu obligat a tenir ajudants, a pagar caçadors... i esdevé el nou motor econòmic del poble. Els altres gals, gelosos de l'èxit d'Obèlix, decideixen (per suggeriment d'Astèrix) de tallar també menhirs per vendre'ls als romans.
Mentrestant, Cèsar s'alarma per les desorbitades despeses de Capdobús, i intenta vendre'ls a un públic romà amb una campanya de publicitat extraordinària... que portarà a una crisi econòmica i social per tot l'Imperi.
César decideix aturar totes les operacions de Saugrenus, que sense cerimònia envia de nou a Babaorum per aturar la producció el més aviat possible. Enfadats, els gals, que perden el seu principal client i finalment s'adonen de la maniobra, ataquen els romans de Babaorum.
Mentre la crisi de Roma va devaluar el sesterci, que ja no té cap valor, els gals celebren la seva reconciliació durant el tradicional banquet final.

## Comentaris
- Caius Capdobús, que prové de la "Escola Salvadora i Alliberadora d'Esclaus", és una caricatura de l'Escola Nacional d'Administració francesa (Enarques) sovint acusada de tots els mals de França. Capdobús té les faccions de Jacques Chirac (promoció Enarques'59 Vauban), llavors un jove Primer Ministre de França.[3]
- Aquest còmic és emprat com a exemple d'un cas simplificat en els estudis de ciències econòmiques de primer cicle, per l'anàlisi sobre la intervenció de l'estat i les economies monoproductores.
- Les S que adornen les bosses de sestercis recorden molt el símbol del dòlar ($)
- Els pirates apareixen en una vinyeta (p.40), mentre que se'ls enfonsa el vaixell... perquè tots els vaixells que havien pres anaven carregats de menhirs.
- Al banquet final, el bard Asseguratòrix està als peus de l'arbre, esclafat per un menhir (de sota del qual només apareix un braç amb la lira).

### Cameiges
- Jacques Chirac (Caius Capdobús)
- Stan Laurel i Oliver Hardy (parella de legionaris) (p.27)[4]
- Pierre Tchernia (un legionari) (p.6)
- René Goscinny (un legionari) (p.6)
- Albert Uderzo (un legionari) (p.6)